# Economía 3
Economía 3 es una revista digital fundada en 1991 en Valencia (España). Nació como un magacín especializado en economía, empresas y finanzas, pasando posteriormente a diario digital.

## Reseña biográfica
Comenzó a publicarse en noviembre de 1991, en el ámbito de la Comunidad Valenciana. Treinta años después se convirtió en la revista decana de la región. 
La revista, que nació bajo la presidencia de José Samper, el que fuera presidente de Bolsa de Valencia, y rodeada de un equipo asesor con “espíritu crítico” y “altura de miras”, ha tenido dos directores: Salvador Martínez Agustí hasta su jubilación en enero de 2020; y desde entonces Elisa Valero.
Su misión es la de "propiciar la reflexión y el conocimiento en materia económica, empresarial y financiera, de empresarios, gerentes, directivos, profesionales y emprendedores, mediante la difusión de contenidos informativos contrastados y útiles, a través de cualquier canal informativo".
En 2013, Economía 3 se sumó al mundo digital, conviven los dos formatos: la información económica de actualidad a través de la web e información económica y financiera de análisis en su revista mensual en papel.
Desde sus orígenes, Economía 3 entrega anualmente diversos premios a empresarios, directivos, profesionales y empresas por su contribución a la trayectoria y a los casos de éxito más relevantes de la Comunidad Valenciana.